# Plechý
Plechý (niem. Plöckenstein; 1378,3 m n.p.m.) – szczyt na Szumawie, położony na granicy pomiędzy Czechami (Kraj południowoczeski) a Austrią (Górna Austria), najwyższy wierzchołek czeskiej i austriackiej części Szumawy (najwyższym szczytem całej Szumawy jest położony po stronie niemieckiej Großer Arber).
U podnóża szczytu, po północnej, czeskiej, stronie, znajduje się lodowcowe jezioro Plešné.

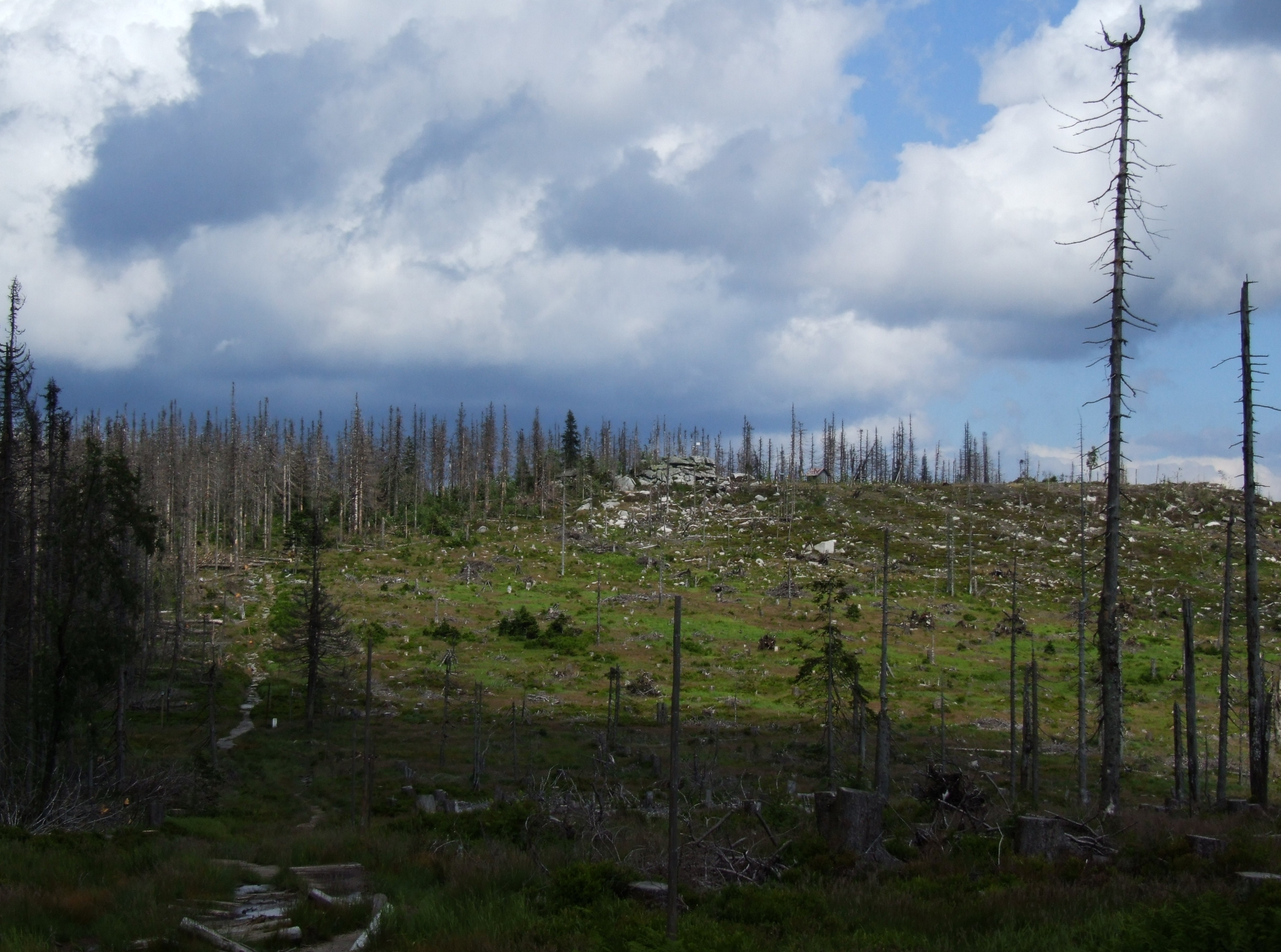
Szczyt w roku 2011